# Echinothambema ophiuroides
Echinothambema ophiuroides is een pissebed uit de familie Echinothambematidae. De wetenschappelijke naam van de soort is voor het eerst geldig gepubliceerd in 1956 door Menzies.